# Edmond Schérer
Pour les articles homonymes, voir Schérer.
Edmond Henri Adolphe Schérer, né le 8 avril 1815 à Paris et mort le 16 mars 1889 à Versailles, est un critique littéraire, théologien protestant et homme politique français.

## Biographie
Edmond Scherer est le fils d'Eugène Scherer, un banquier suisse établi à Paris, et de Marie Hubbard. Il est le cousin germain d'Arthur et de Nicolas Gustave Hubbard.
Après des études de droit, il obtient une licence à la faculté de théologie protestante de Strasbourg, et devient pasteur. En 1843, il est nommé professeur d'histoire à l'école de théologie indépendante de l’Oratoire de Genève, créée en 1831 par le pasteur Louis Gaussen mais son point de vue sur la théologie protestante évoluant en faveur du libéralisme religieux, il démissionne six ans plus tard et, par la suite, s'éloigne peu à peu du protestantisme.
Il s'installe à Paris, où il se fait remarquer par ses talents de critiques littéraire, et contribue notamment à faire connaître de nombreux grands écrivains étrangers dans la Revue des deux Mondes. Élu conseiller municipal de Versailles en 1870, puis député à l'Assemblée nationale pour le département de Seine-et-Oise en 1871, il est nommé sénateur inamovible en 1875, et soutient le camp républicain.
À la fin de sa vie, il se consacre principalement à la critique littéraire et au journalisme, contribuant notamment au Temps. Il se rend régulièrement en Angleterre, et s'intéresse beaucoup à la vie politique et littéraire britannique.

## Œuvres
- M. Proudhon, ou la banqueroute du Socialisme, 1858
- Études sur la littérature contemporaine, 8 volumes, Paris 1863-1895.
- Études critiques de littérature, Paris, 1876
- Diderot, Paris, Calmann-Lévy, 1880. Disponible en ligne
- Divers textes; La critique et la foi, suivi de la crise du protestantisme et autres textes théologiques, réédtion Théolib Paris 2009  (ISBN 978-2-36500-025-3)